# Vassjön (Stora Tuna socken, Dalarna)
Vassjön är en sjö i Borlänge kommun i Dalarna och ingår i Dalälvens huvudavrinningsområde.